# Premochtherus tashcumarius
Premochtherus tashcumarius är en tvåvingeart som beskrevs av Pavel Lehr 1996. Premochtherus tashcumarius ingår i släktet Premochtherus och familjen rovflugor. Inga underarter finns listade i Catalogue of Life.